# Antonio Di Benedetto
Antonio Di Benedetto (Mendoza, 2 de noviembre de 1922-Buenos Aires, 10 de octubre de 1986) fue un escritor, periodista y docente argentino.

## Biografía

### Primeros años
Antonio Di Benedetto nació el 2 de noviembre de 1922 en la ciudad de Mendoza, capital de la provincia homónima, en Argentina. Sus padres, de ascendencia italiana los dos, son José Di Benedetto, nacido en Argentina, y su madre, Rosario (Sara) Fisígaro, de nacionalidad brasileña. Pasó su infancia en Bermejo y es a partir de 1927 cuando comienza la escuela en Mendoza. Comenzó a escribir en su adolescencia, inspirado por autores como Fiódor Dostoyevski y Luigi Pirandello. Ya adulto, comenzó a estudiar Derecho, pero luego se dedicó al Periodismo, llegando a ser con el tiempo subdirector del periódico argentino Los Andes. A pesar de la urgencia que le imponía su oficio, logró escribir crónicas con éxito. Con los años se convirtió en un editor de noticias reconocido por su oposición a la censura. Además, fue corresponsal del también periódico argentino La Prensa.
Ya para la década de 1950 estaba casado con Luz Bono, con quien tuvo su única hija, igualmente llamada Luz.

### Trayectoria literaria
Di Benedetto publicó su primer libro, Mundo animal, en 1953. Su primera novela, Zama, aparecida en 1956, es considerada frecuentemente por los críticos latinoamericanos como su obra maestra. Más tarde, publicó las novelas El silenciero (1964), premiada por la subsecretaría de Cultura de Argentina en 1965, y Los suicidas (1969), una crónica repleta de melancolía construida a base de frases cortas. 
Durante la última dictadura cívico-militar de la Argentina, fue perseguido y apresado el 24 de marzo de 1976 en su despacho del diario Los Andes, encarcelado y torturado. Al respecto de ese tiempo, comentó:

Creo nunca estaré seguro [de] que fui encarcelado por algo que publiqué. Mi sufrimiento hubiese sido menor si alguna vez me hubieran dicho qué exactamente; pero no lo supe. Esta incertidumbre es la más horrorosa de las torturas.

Sin poder escribir, debido a que se le rompían todos sus escritos, Di Benedetto encontró una manera de hacerlo. Adelma Petroni, escultora amiga de Di Benedetto, contó en una entrevista con la escritora María Esther Vázquez que:

Me mandaba cartas donde me decía: Anoche tuve un sueño muy lindo, voy a contártelo. Y transcribía el texto del cuento con letra microscópica (había que leerla con lupa). Después esos cuentos se editaron bajo el título de Absurdos.

Di Benedetto sufrió cuatro simulacros de fusilamiento y numerosas golpizas. Fue excarcelado más de un año después, el 4 de septiembre de 1977, anímicamente destrozado.
Tras ser liberado, en septiembre de 1977 abandonó el país —según Petroni, viajó con el anticipo que le dio el editor por Absurdos— y se exilió en Europa; primero en Francia, donde dio clases, y después en España. Vivió seis años en Madrid, donde no fue especialmente destacado, pero en donde compartió largas horas con su gran amigo, el internacionalmente prestigioso pintor argentino Enrique Sobisch (también radicado en esa ciudad por aquel entonces). Regresó a la Argentina en 1984, ya instaurada la democracia. A pesar de los numerosos reconocimientos por lo peculiar y original de su obra, no adquirió entonces la fama de otros autores latinoamericanos.

### Fallecimiento
Tras regresar a la Argentina, pasó sus últimos años trabajando en la Casa de Mendoza, en Buenos Aires. Murió de un derrame cerebral el 10 de octubre de 1986, en la capital argentina. Fue sepultado en el Panteón de Periodistas del Cementerio de Mendoza, hasta que en 2017 fue trasladado al Panteón de los Notables, de la misma necrópolis.

## Legado
Di Benedetto recibió numerosos premios por su obra. Con su novela Zama, alcanzó su culminación, mediante un realismo profundo, árido, incisivo, que va más allá de las apariencias y acoge con precisión los productos de la fantasía creadora. Los críticos han comparado sus trabajos al nivel de otros importantes escritores universales como Franz Kafka, Alain Robbe-Grillet, Julio Cortázar o Ernesto Sabato. 
Jorge Luis Borges dijo que Di Benedetto «ha escrito páginas esenciales que me han emocionado y que siguen emocionándome». Asimismo, Roberto Bolaño mantuvo una extensa correspondencia con él a comienzos de la década del ochenta —que decantó en el relato Sensini, donde el protagonista es el alter ego de Di Benedetto—. En 2011, Ricardo Piglia señaló que, en sus inicios, la gran figura para todos los escritores fue Di Benedetto.
Sus libros fueron reeditados entrado el siglo XXI en Buenos Aires por Adriana Hidalgo editora, gracias a lo cual su nombre volvió a recobrar importancia. La editorial reeditó, desde 1999, las novelas Los suicidas, Zama, El silenciero, Sombras, nada más y El pentágono. Además, publicó por primera vez, en 2006, los cuentos completos de Di Benedetto, en una colección titulada justamente de esa manera. 
Al cumplirse el vigésimo aniversario de su muerte y el quincuagésimo aniversario de la publicación de Zama, en 2006, la Biblioteca Nacional de la República Argentina junto con la Casa de Mendoza y el Instituto de Literatura Hispanoamericana de la Universidad de Buenos Aires organizó una semana de homenaje a Di Benedetto, con un variado cronograma de actividades, en donde se presentó el filme Los suicidas, dirigido por Juan Villegas y basado en la novela homónima.
En España, las novelas Zama, Los suicidas y El silenciero fueron reeditadas en 2011 en un solo tomo como la «Trilogía de la espera» —si bien Di Benedetto jamás las concibió a las novelas como tal—. A cien años de su natalicio, se publicó un libro en que se recopilaron textos suyos escritos durante el exilio.

## Obra

### Novelas
- 1955: El pentágono (reeditada en 1974 como Anabella)
- 1956: Zama
- 1964: El silenciero
- 1969: Los suicidas
- 1984: Sombras, nada más...

### Cuentos
- 1953: Mundo animal
- 1957: Grot (reeditado en 1969 como Cuentos claros)
- 1958: Declinación y ángel
- 1961: El cariño de los tontos
- 1978: Absurdos
- 1983: Cuentos del exilio
- 2006: Cuentos completos

## Sobre Di Benedetto

### Filmografía
- 2006: Los suicidas (filme dirigido por Juan Villegas y basado en la novela homónima)[15]
- 2010: Aballay (filme dirigido por Fernando Spiner y basado en el cuento homónimo)[16]
- 2017: Zama (filme dirigido por Lucrecia Martel y basado en la novela homónima)[17]

## Premios y condecoraciones
- 1969: Caballero de la Orden de Mérito, Gobierno italiano
- 1971: Medalla de Oro, Alliance Française
- 1973: Título de Miembro Fundador del Club de los XIII
- 1973: Beca Guggenheim
- 1984: Premio Konex de Platino
- 1986: Gran Premio de Honor de la SADE